# Којско
Којско (словен. Kojsko, итал. Quisca) је насељено место у општини Брда, Горишка регија, Словенија.

## Историја
До територијалне реорганизације у Словенији било је у саставу старе општине Нова Горица.

## Становништво
У попису становништва из 2011. године, Којско је имало 276 становника.
| Број становника према пописима | Број становника према пописима | Број становника према пописима |
| ------------------------------ | ------------------------------ | ------------------------------ |
| 1991                           | 2002                           | 2011                           |
| 310                            | 298                            | 276                            |

## Галерија
- одбрамбена кула
- улаз испред цркве
- калварија
- пејзаж